# Инглэнд, Сью
Сью Инглэнд (англ. Sue England), имя при рождении Пэтси Сью Эванс (англ.  Patsy Sue Evans; 17 июля 1928 — 19 марта 2018) — американская актриса кино и телевидения 1940—1970-х годов.
За время своей кинокарьеры Ингланд сыграла в таких фильмах, как «Эта любовь наша» (1945), «Похищенный» (1948), «Город за рекой» (1949), «Криминальная история» (1950), «Бомба и скрытый город» (1950), «Забавная мордашка» (1957), «Любить тебя» (1957) и «Пикник у моря» (1967).
В период с 1950 по 1974 год она также сыграла в эпизодах 42 различных телесериалов.

## Ранние годы жизни и начало карьеры
Сью Инглэнд родилась 17 июля 1928 года в Талсе, Оклахома, США, её имя при рождении Пэтси Сью Эванс. После того, как её мать заново вышла замуж, Сью взяла фамилию отчима — Инглэнд. Когда ей было шесть лет, Инглэнд завоевала титул юной «Мисс Талсы», а спустя несколько лет удостоилась титула «Любимая девушка Оклахомы». Позднее Инглэнд с семьёй переехала в Голливуд, где училась в школе Hollywood High.

## Карьера в кинематографе
В 1945 году в возрасте 17 лет Инглэнд дебютировала в кино, сыграв дочь Мерл Оберон в мелодраме «Эта наша любовь» (1945). Один из обозревателей назвал её игру в этом фильме «одним из лучших молодых выступлений сезона».
В следующий раз Инглэнд появилась на экране в роли второго плана в малобюджетной мелодраме об автогонщике «Дьявол на колёсах» (1947), за которой последовала приключенческая лента по мотивам романа Р. Л. Стивенсона «Похищенный» (1948), где она сыграла главную женскую роль, и фильм нуар «Город за рекой» (1949), где у актрисы была заметная роль юной подружки главного героя, который оказывается замешанным в непреднамеренном убийстве школьного учителя.
После музыкального фильма «Ритм Миссисипи» (1949) Инглэнд исполнила роль второго плана в газетном нуаре с Дэном Дьюриа «Криминальная история» (1950) . После этого в малобюджетном приключенческом фильме «Бомба и скрытый город» (1950) она сыграла главную роль несправедливо отстранённой от власти юной наследницы трона эмира, которой подобный Тарзану мальчик из джунглей по имени Бомба помогает восстановить свои законные права. После заглавной роли в короткометражном христианском фильме «Что случилось с Джо Джо?» (1950) в кинокарьере Инглэнд наступил четырёхлетний перерыв, когда она работала на телевидении.
С 1954 по 1956 год Инглэнд сыграла в трёх фильмах, среди которых криминальный боевик с Родом Камероном «Форпост ада» (1954), молодёжный нуар «Волна подростковой преступности» (1955), где она сыграла одну из ключевых ролей юной девушки, несправедливо обвинённой в ограблении, которая против своей воли подаётся в бега, а также приключенческая мелодрама «Женщины острова Питкэрн» (1956), где Инглэнд предстала в образе местной красавицы, в которую влюбляется сын правительницы острова.
В 1957 году Инглэнд сыграла роли второго плана в музыкальной комедии с Одри Хепберн и Фредом Астером «Забавная мордашка» (1957) и в гоночном экшне с Корнелом Уайлдом «Заколка дьявола» (1957), а также эпизодическую роль в музыкальном фильме с Элвисом Пресли «Любить тебя» (1957). После этого она не снималась в кино десять лет, завершив свою кинокарьеру ролью второго плана в музыкальной комедии с Элвисом Пресли «Пикник у моря» (1967).

## Карьера на телевидении
Инглэнд много работала на телевидении. В период с 1950 по 1974 год она сыграла в 61 эпизоде 42 различных сериалов, среди которых «Серебряный театр» (1950), «Одинокий Рейнджер» (1950), «Театр Бигелоу» (1951), «Космический патруль» (1951), «Уилли» (1955), «Театр Дэймона Раниона» (1955), «Сиско Кид» (1955), «Телевизионный театр Форда» (1956), «Дневной спектакль» (1956), «Сломанная стрела» (1956—1957, 3 эпизода), «Детективный театр Джорджа Сандерса» (1957), «Безмолвная служба» (1957), «Театр О. Генри» (1957), «Знакомьтесь с Макгроу» (1957), «Жизнь семейства Райли» (1957), «Рассказы Ширли Темпл» (1958), «За закрытыми дверями» (1959, 2 эпизода), «Отцу виднее» (1959), «Человек без оружия» (1959), «Миллионер» (1960), «Питер Ганн» (1960), «Гавайский детектив» (1960), «Ларами» (1960—1962, 3 эпизода), «Приграничный цирк» (1961), «Детективы» (1961—1962, 2 эпизода), «Шеннон» (1962), «Хейзел» (1963—1964, 2 эпизода), «Новое шоу Фила Сильверса» (1964), «Арест и судебное разбирательство» (1964), «Деревенщина из Беверли-Хиллз» (1964), «Дэниел Бун» (1965), «Затерянные в космосе» (1966—1967, 2 эпизода), «Ковбой в Африке» (1968), «Кэннон» (1971) и «Доктор Маркус Уэлби» (1974).
В 1957—1965 годах Инглэнд сыграла в пяти различных эпизодах судебного сериала «Перри Мейсон» У неё также была регулярная роль Милдред Прайс в мелодраме о жизни киностудии «Мир Брэкена» (1969—1970, 9 эпизодов) .

## Личная жизнь
Сью Инглэнд дважды была замужем. В 1952 году она вышла замуж за Харви Эрнеста Коффмана (англ. Harvey Ernest Coffman). Год спустя этот брак закончился разводом. С 1955 года и вплоть до его смерти в 1997 году она была замужем за продюсером и режиссёром Ларри Стюартом (англ. Larry Stewart). В этом браке родилось двое детей — в 1958 году родилась дочь Кэрри Л., а в 1960 году — дочь Кэтлин Е..

## Смерть
Сью Инглэнд умерла 19 марта 2018 года в возрасте 89 лет в Лос-Анджелесе, Калифорния, причины смерти не разглашались.

## Фильмография
| Год        |     | Русское название                 | Оригинальное название           | Роль                                            |
| ---------- | --- | -------------------------------- | ------------------------------- | ----------------------------------------------- |
| 1945       | ф   | Эта любовь — наша                | This Love of Ours               | Сюзетт Тузак                                    |
| 1947       | ф   | Дьявол на колесах                | The Devil on Wheels             | Пегги Эндрюс                                    |
| 1948       | ф   | Похищенный                       | Kidnapped                       | Эйлин Фэйрли                                    |
| 1949       | ф   | Город за рекой                   | City Across the River           | Бетти Мейлор                                    |
| 1949       | ф   | Ритм Миссисипи                   | Mississippi Rhythm              | Дороти Кенуорти                                 |
| 1949       | с   | Серебряный театр                 | The Silver Theatre              | Ив (1 эпизод)                                   |
| 1950       | ф   | Криминальная история             | The Underworld Story            | Хелен                                           |
| 1950       | кор | Что случилось с Йо Йо            | What Happened to Jo Jo?         | Йо Йо Уиллер                                    |
| 1950       | с   | Одинокий рейнджер                | The Lone Ranger                 | Рут Стэндиш (1 эпизод)                          |
| 1951       | с   | Космический патруль              | Space Patrol                    | Терри (1 эпизод)                                |
| 1951       | с   | Театр «Бигелоу»                  | The Bigelow Theatre             | Ив (1 эпизод)                                   |
| 1950       | ф   | Бомба и скрытый город            | Bomba and the Hidden City       | Зайда                                           |
| 1954       | ф   | Аванпост ада                     | Hell's Outpost                  | Бесси (в титрах не указана)                     |
| 1954       | с   | Вилли                            | Willy                           | Шейла (1 эпизод)                                |
| 1955       | ф   | Волна подростковой преступности  | Teen-Age Crime Wave             | Джейн Коберли                                   |
| 1955       | с   | Сиско Кид                        | The Cisco Kid                   | Лора Уилкокс (1 эпизод)                         |
| 1955       | с   | Театр Деймона Раниона            | Damon Runyon Theater            | Арлин Вэйл (1 эпизод)                           |
| 1956       | ф   | Женщины острова Питкэрн          | The Women of Pitcairn Island    | Нанаи Янг                                       |
| 1956       | с   | Телевизионный театр «Форда»      | The Ford Television Theatre     | Гвен Форсайт (1 эпизод)                         |
| 1956       | с   | Дневной спектакль                | Matinee Theatre                 | (1 эпизод)                                      |
| 1956—1957  | с   | Сломанная стрела                 | Broken Arrow                    | разные роли (3 эпизода)                         |
| 1957       | ф   | Дьявольская шпилька              | The Devil's Hairpin             | брюнетка                                        |
| 1957       | ф   | Забавная мордашка                | Funny Face                      | Лора                                            |
| 1957       | ф   | Любить тебя                      | Loving You                      | девушка из женского клуба (в титрах не указана) |
| 1957       | с   | Знакомьтесь с Макгроу            | Meet McGraw                     | Рут Сейлс (1 эпизод)                            |
| 1957       | с   | Театр О. Генри                   | The O. Henry Playhouse          | Анджела Хёрн (1 эпизод)                         |
| 1957       | с   | Таинственный театр               | Mystery Theater                 | (1 эпизод)                                      |
| 1957       | с   | Молчаливая служба                | The Silent Service              | Сэлли, подружка Бони (1 эпизод)                 |
| 1957       | с   | Жизнь семейства Райли            | The Life of Riley               | Луп (1 эпизод)                                  |
| 1957—1965  | с   | Перри Мейсон                     | Perry Mason                     | разные роли (5 эпизодов)                        |
| 1958       | с   | Сказки Ширли Темпл               | Shirley Temple's Storybook      | Сильвербод (1 эпизод)                           |
| 1958       | с   | Рейс                             | Flight                          | (1 эпизод)                                      |
| 1959       | с   | Охота на человека                | Manhunt                         | Хэйзел Дуглас (1 эпизод)                        |
| 1959       | с   | Человек без оружия               | Man Without a Gun               | Джонни Крейдж (1 эпизод)                        |
| 1959       | с   | Отцу виднее                      | Father Knows Best               | сотрудница офиса (1 эпизод)                     |
| 1959       | с   | За закрытыми дверями             | Behind Closed Doors             | Рузена (1 эпизод)                               |
| 1960       | с   | Миллионер                        | The Millionaire                 | Китти Мейсон (1 эпизод)                         |
| 1960       | с   | Питер Ганн                       | Peter Gunn                      | телефонистка (1 эпизод)                         |
| 1960       | с   | Гавайский детектив               | Hawaiian Eye                    | администратор (1 эпизод)                        |
| 1960—1962  | с   | Ларами                           | Laramie                         | разные роли (3 эпизода)                         |
| 1961—1962  | с   | Детективы                        | The Detectives                  | разные роли (2 эпизода)                         |
| 1962       | с   | Шэннон                           | Shannon                         | Элейн (1 эпизод)                                |
| 1962       | с   | Приграничный цирк                | Frontier Circus                 | Мэри (1 эпизод)                                 |
| 1963—1964  | с   | Хэзел                            | Hazel                           | разные роли (2 эпизода)                         |
| 1964       | с   | Деревенщина из Беверли-Хиллз     | The Beverly Hillbillies         | первая медсестра (1 эпизод)                     |
| 1964       | с   | Арест и судебное разбирательство | Arrest and Trial                | Джун Митчем (1 эпизод)                          |
| 1964       | с   | Новое шоу Фила Силверса          | The New Phil Silvers Show       | мать Ларри (1 эпизод)                           |
| 1965       | с   | Театр саспенса «Крафт»           | Kraft Suspense Theatre          | Хелен (1 эпизод)                                |
| 1965       | с   | Дэниэл Бун                       | Daniel Boone                    | Нэнтин (1 эпизод)                               |
| 1966       | с   | Путешествие на дно океана        | Voyage to the Bottom of the Sea | женский голос (1 эпизод, в титрах не указана)   |
| 1966       | с   | Затерянные в космосе             | Lost in Space                   | женщина-робот (1 эпизод)                        |
| 1967       | ф   | Пикник у моря                    | Clambake                        | продавщица сигарет                              |
| 1968       | с   | Ковбой в Африке                  | Cowboy in Africa                | Клодиа Рольф (1 эпизод)                         |
| 1969— 1970 | с   | Мир Брэкена                      | Bracken's World                 | Милли, Милдред Пирс (9 эпизодов)                |
| 1971       | с   | Кеннон                           | Cannon                          | медсестра (1 эпизод)                            |
| 1974       | с   | Доктор Маркус Уэлби              | Marcus Welby, M.D.              | дежурная медсестра (1 эпизод)                   |